# Cameron McGrone
Cameron McGrone (Indianapolis, 22 giugno 2000) è un giocatore di football americano statunitense che milita nel ruolo di linebacker per gli Indianapolis Colts della National Football League (NFL).

## Carriera

### New England Patriots
McGrone al college giocò a football a Michigan. Fu scelto nel corso del quinto giro (177º assoluto) nel Draft NFL 2021 dai New England Patriots. Il 21 luglio fu inserito nella lista degli infortuni non legati al football. Il 31 agosto 2021 fu inserito nella lista delle riserve.
Il 30 agosto 2022 McGrone fu svincolato dai Patriots, firmando con la squadra di allenamento il giorno successivo.

### Indianapolis Colts
Il 20 dicembre 2022 McGrone firmò con gli Indianapolis Colts. Con essi debuttò nella gara dell'ultimo turno persa contro gli Houston Texans mettendo a segno un tackle.